# Ellen Grimley
Ellen (Nellie) Grimley, geboren als Ellen Jane Whelan, auch bekannt als Ellen Gordon, (* ca. 1887 in Belfast; † 27. Oktober 1960 in Glengarriff Parade, Dublin) war eine irische Gewerkschafterin.

## Leben
Ellen Grimley wurde als Ellen Jane Whelan als einzige Tochter von John Whelan, einem Kaufmann in Belfast, geboren. Grimley wuchs nach eigenen Angaben in einem komfortablen Elternhaus auf, war sich aber der großen Armut und Entbehrungen in ihrer Umgebung bewusst. Im Alter von 11 Jahren nahm sie eine Teilzeitarbeit in einer Mühle auf, während sie weiterhin an drei Tagen in der Woche zur Schule ging. Später wurde sie Doffing Mistress und beaufsichtigte die Spinnmaschinen in der Mühle von Owen O’Cork in Belfast.
Ab 1912 engagierte sie sich in der Gewerkschaftsbewegung und wurde Mitglied des Belfaster Zweigs der Irish Women Workers’ Union (IWWU). Über diese Gewerkschaft lernte sie James Connolly kennen, der von ihrem Auftreten beeindruckt war und ihr eine Vollzeitstelle als Gewerkschaftsorganisatorin in den Büros der Irish Textile Workers’ Union (ITWU) in der York Street anbot. Ihr älterer Bruder ermutigte sie, die Stelle anzunehmen, was sie auch tat. Zunächst erhielt sie kein Gehalt, machte sich aber bald einen Namen als lebhafte Rednerin auf großen öffentlichen Versammlungen, die bei den Fabrikarbeiterinnen sehr beliebt war.
Connolly und andere Gewerkschaftsmitglieder ermutigten sie, mehr zu lesen, was dazu führte, dass Grimley sich stärker in der Politik engagierte. Im Jahr 1913 nahm sie als IWWU-Delegierte am irischen Gewerkschaftskongress in Cork teil. Dort sprach sie auf einer Versammlung der Labour Party in Cobh und bei der Irish Transport and General Workers’ Union (ITGWU) in Blackpool, County Cork. Auf dem Rückweg nach Belfast sprach sie auf einer sehr gut besuchten Versammlung in der Liberty Hall in Dublin. Sie sprach dann auf einer Versammlung mit Keir Hardie in der Belfaster Co-operative Hall, wahrscheinlich im Jahr 1913. Im selben Jahr setzte sie sich für die Dubliner Arbeiter ein, die im Arbeitskampf des Dublin Lockout litten, und sammelte in Belfast Spenden für sie. Sie war eng befreundet mit Winifred Carney und Cathal O’Shannon und zusammen mit ihrem Mann James Grimley wurden die vier als Don't Give a Damn League bekannt, eine Anspielung auf Grimleys oft wiederholtes Zitat, dass es ihr „völlig egal“ sei, ob ein Polizist anwesend sei. 1913 unterzeichnete sie zusammen mit Carney und Connolly ein Manifest mit dem Titel To the Linen Slaves of Belfast („An die Textilsklaven von Belfast“), in dem sie die Belfaster Fabriken als „Schlachthäuser für Frauen und Zuchthäuser für Kinder“ bezeichneten. 1915 arbeitete sie als Krankenbesucherin in der nationalen Krankenversicherung.
Im Oktober 1906 hatte sie zunächst Joseph Gordon, einen Fuhrunternehmer aus Belfast, geheiratet. Später wurde sie Witwe und heiratete im September 1915 James Grimley, einen Postbeamten, der in der Socialist Party of Ireland und ab 1918 in der Belfaster Labour Party aktiv war. Nach der Geburt ihres ersten Kindes im Sommer 1916 hatte Grimley weniger Zeit für die Gewerkschaftsbewegung, und obwohl sie Mitglied des Cumann na mBan war, beteiligte sie sich nicht aktiv am Unabhängigkeitskrieg. Sie betrieb einen Secondhand-Möbelladen in der Nähe der Newtonards Road, aber die Familie war gezwungen, 1935 nach dem Ausbruch sektiererischer Gewalt in Belfast nach Dublin zu ziehen.
Grimley und ihr Mann waren mit Ina Connolly, der Tochter von James Connolly, befreundet. Grimley schrieb 1953 einen Bericht über ihre Arbeit mit James Connolly. Das Buch wurde unter dem Titel Ellen Grimley (Nellie Gordon): Reminiscences of her work with James Connolly in Belfast im Jahr 2000 von Helga Woggon herausgegeben. Grimley starb am 27. Oktober 1960 in ihrem Haus in Dublin.